# Бухарестская Библия

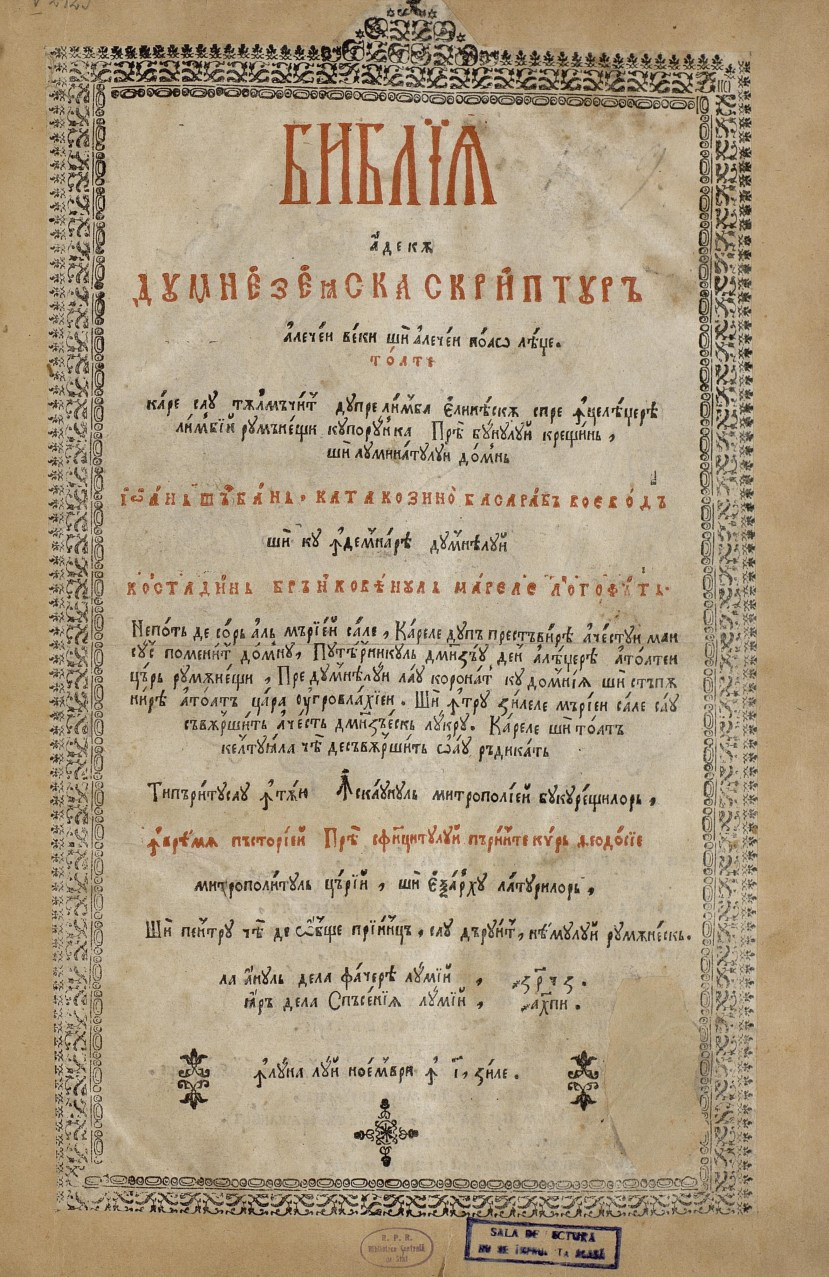
Титульный лист Бухарестской Библии

Бухарестская Библия — первое полное издание Библии на валашском языке. Проект этой Библии начался в 1682 году при правлении Щербана Кантакузена. Проект был реализован во время Великой Турецкой войны и незадолго до введения в России гражданского шрифта, основанного на официальном королевском шрифте, созданном в 1692 году французским королём Людовиком XIV на основе романского.
Согласно румынским источникам, Николае Милеску участвует в проекте в качестве переводчика Ветхого Завета, а переводом Нового Завета является работа митрополита Симеона Стефана с 1648 года, и митрополиту в его духовных и литературных занятиях покровительствует трансильванский правитель Дьёрдь I Ракоци.
Бухарестская Библия считается краеугольным камнем формирования румынского языка через богослужение — процесс, который продолжился и в следующем столетии. Как отмечают современные румынские лингвисты, заслуга Бухарестской Библии состоит в том, что она способствовала подлинному единству языка, навязывая валашский язык в качестве литературного языка путем исключения (церковно)славянских терминов. Между 1688 и 1921 годами в Дунайских княжествах было издано около семнадцати версий Библии. До 1860 года все они печатались кириллицей. Среди этих версий так называемая «Блажская Библия» имеет наибольшее и решающее значение для формирования современного литературного румынского языка. Эта существенно отредактированная версия Бухарестской Библии была опубликована четыре раза в 1795, 1799, 1812 и 1816 годах в Блаже под руководством Самуиля Мику-Клейна, причем последние два издания были посмертными.